# Antependium de la cathédrale de Bâle

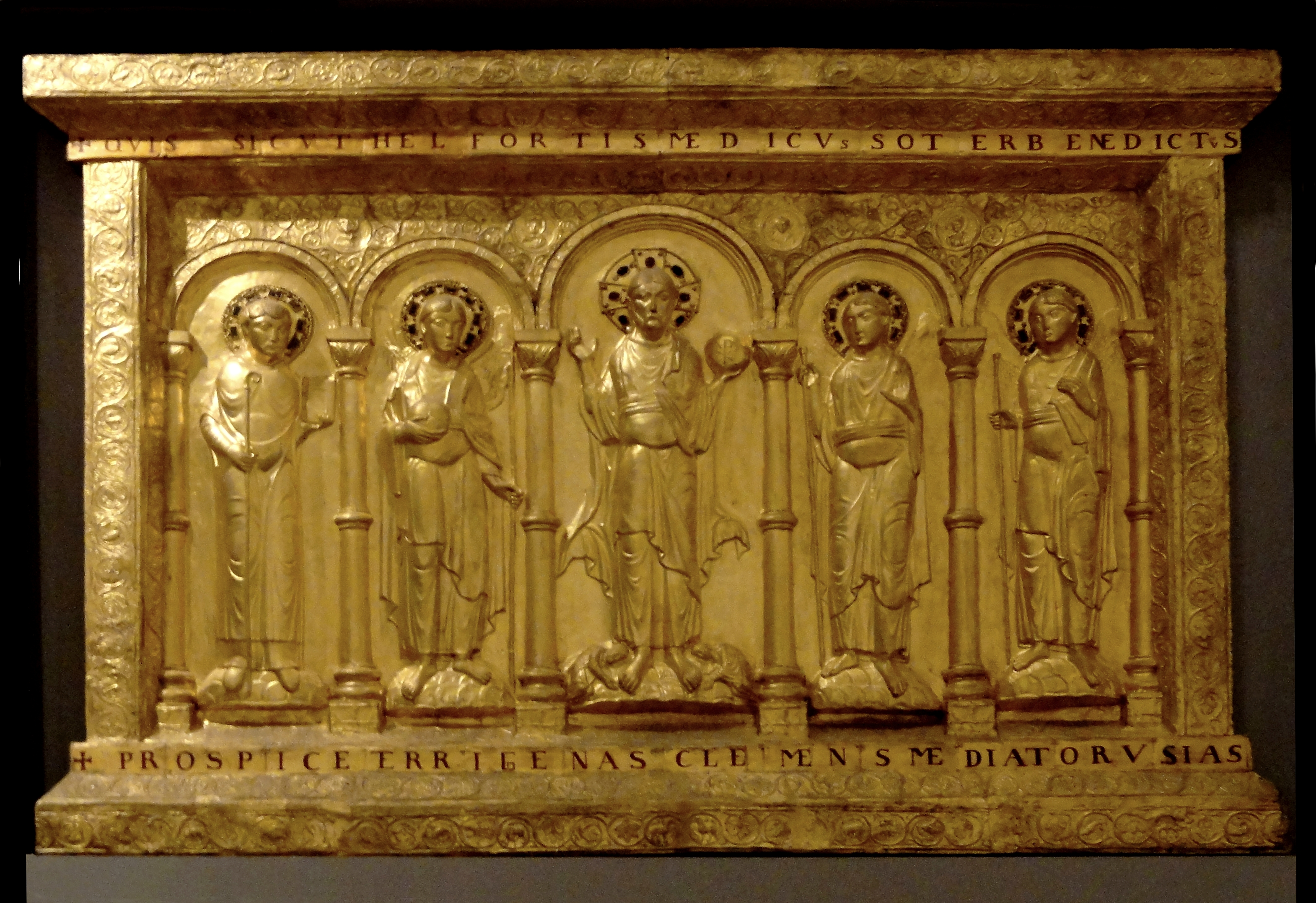

L'Antependium de la cathédrale de Bâle (antependium : devant d'autel), est une pièce majeure d'orfèvrerie du haut Moyen Âge (1019) actuellement conservée au musée de Cluny à Paris.

## Histoire

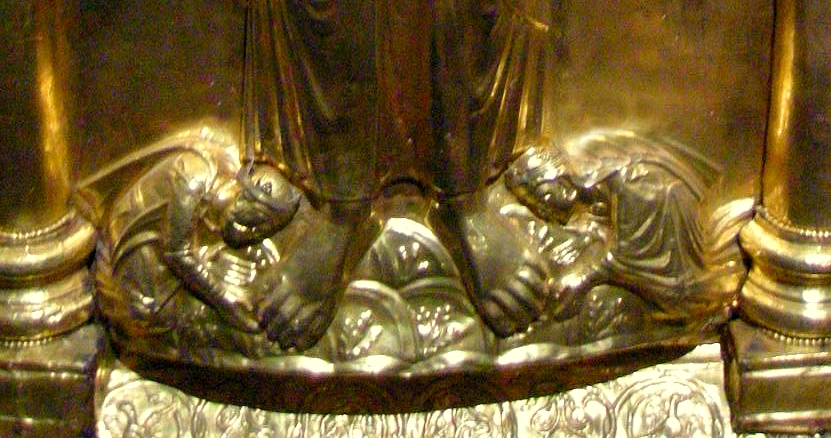
Détail, l'empereur et sa femme aux pieds du Christ.

En 1019, à Bâle, la  cathédrale ottonienne succède à la cathédrale carolingienne. C'est Adalbéron II (de), soutenu par l'empereur Henri II et évêque du diocèse de Bâle qui transforme l'édifice, en construisant notamment des tours de part et d'autre du chœur et en consacrant un nouvel autel. L’antependium a vraisemblablement été réalisé entre 1015 et 1022 par un orfèvre de Fulda, aujourd'hui land de Hesse en Allemagne. Selon Ernst Günther Grimme, l'objet proviendrait du même atelier de Fulda que l'antependium de la cathédrale d'Aix-la-Chapelle . 
Les donateurs, représentés prosternés aux pieds du Christ, sont traditionnellement identifiés comme l’empereur ottonien Henri II et son épouse Cunégonde, connus pour avoir mené une vie si pieuse qu’ils furent canonisés au XIIe siècle. Selon Sandrine Bernardeau, cet objet d'apparat luxueux n'aurait pas été à l'origine fabriqué pour la cathédrale de Bâle mais plutôt pour un important monastère, comme peut-être l'abbaye bénédictine Saint-Michel (en), fondée en 1015. La présence de saint Benoît et de l'archange Michel à la droite du Christ plaide en faveur de cette hypothèse.
L'antependium apparaît dans le trésor de la cathédrale de Bâle dès le XIe siècle sans qu'une date précise d'entrée soit retrouvée. Une partie du trésor de la cathédrale est vendue en 1833, en 1854, l'objet est acquis par la France et entre ensuite au musée de Cluny (n°d'inventaire : Cl. 2350). Durant la Seconde Guerre mondiale, l'antependium est mis en sûreté au château de Chambord, mais Hermann Goering veut s'en emparer. Après épuisement de tous les obstacles mis par Jacques Jaujard, il est finalement renvoyé à Paris mais il échappe in-extremis à son envoi en Allemagne.

## Description

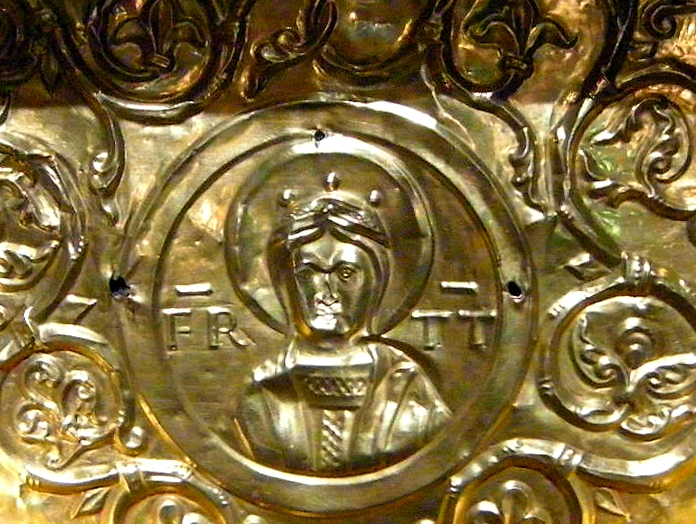
Détail, un des quatre médaillons, La Force.

L'antependium doit orner le devant d'un autel, c'est un panneau rectangulaire dont les dimensions sont : hauteur : 120 cm, largeur : 177,5 cm et épaisseur 13 cm. Il est constitué de planches de chêne qui ne sont pas celles d'origine et sur lesquelles sont fixées par des clous en or des feuilles d'or, gravées et travaillées au repoussé. L'espace entre le bois et les parties en relief était par le passé rempli avec de la cire afin d'éviter les enfoncements.
L'organisation du décor est constituée par cinq niches sous arcade séparées par une colonnette qui présente un personnage debout de face, portant un nimbe agrémenté de perles et de pierres semi-précieuses. Un socle en relief court sur la partie basse et un fronton un peu plus développé occupe la partie haute. Un bandeau de cuivre doré portant une inscription est situé au-dessus et au-dessous de la partie centrale. Les cinq arcades portent elles aussi une inscription. Toutes les parties planes en dehors des niches sont décorées de rinceaux de feuillage et au-dessus des arcades, quatre petits médaillons présentent des bustes féminins couronnés et nimbés. Ces figures, identifiées par des inscriptions abrégées, représentent les quatre vertus cardinales qui, selon le christianisme, doivent motiver les actions humaines : la Prudence (« PR DC »), la Justice (« IS TC »), la Tempérance (« TM PR ») et la Force (« FR TT »).

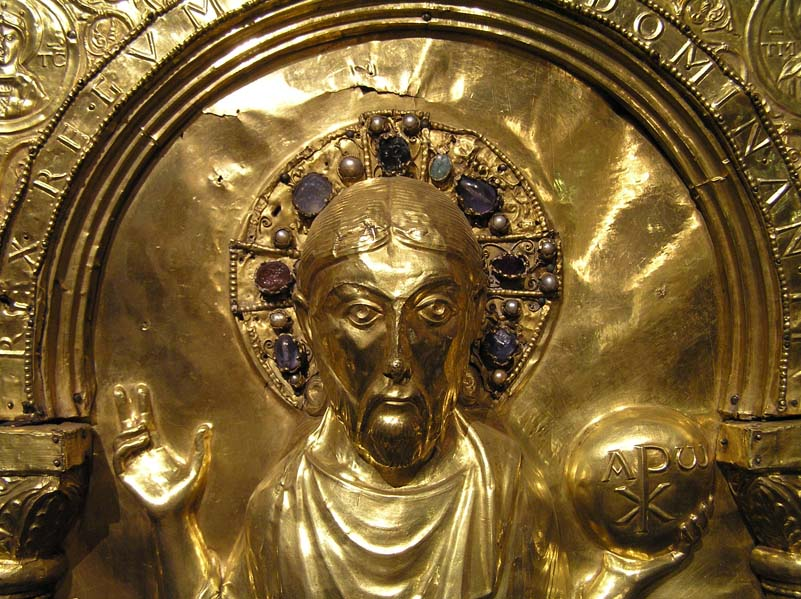
Détail du Christ, au centre de l'antependium.

Les personnages représentés et identifiés par leur inscription sont, au centre, dans une niche un peu plus haute, le Christ, « Rex regum et D[omi]n[u]s dominantiu[m] », les deux bras relevés, le gauche portant un globe décoré d'un chrisme entouré de l’alpha et de l’oméga, à ses pieds, deux petits personnages sont prosternés, ils représenteraient les commanditaires : l'empereur Henri II et sa femme Cunégonde. Puis de gauche à droite on voit, tournant légèrement la tête vers le Christ : saint Benoît de Nursie, « S[an]c[tu]s Benedictus abb[as] », vêtu en moine, il tient la crosse des abbés et un livre, l’archange saint Michel, « S[an]c[tu]s Michaël », qui porte l’étendard du premier combattant de l’armée de Dieu et un globe marqué d’une croix. Se trouvent à droite L'archange Gabriel, « S[an]c[tu]s Gabriel », et enfin l'archange Raphaël, « S[an]c[tu]s Rafaël ».
Les deux inscriptions sont, en haut : «  Quis sicut hel fortis medicus soter benedictus » (Qui est comme Dieu, le puissant, le médecin, le sauveur et celui qui a été béni), continuée en bas par : « prospice terrigenas clemens mediator usias » ("veille, clément médiateur de la divinité, sur les créatures terrestres"), la première inscription se rapportant à chaque personnage, la seconde implorant peut-être pour une guérison de l'empereur.
L'antependium est exceptionnellement bien conservé et est, avec celui de la cathédrale d'Aix-la-Chapelle, l’un des rares exemples d’orfèvrerie de ce type ayant échappé à la destruction.

## Expositions
- L'antependium retourne à Bâle lors de l'exposition « Or & gloire – Dons pour l’éternité », au musée des beaux-arts de Bâle (Kunstmuseum), du 11 octobre 2019 au 19 janvier 2020[4].